# Arktisk Institut

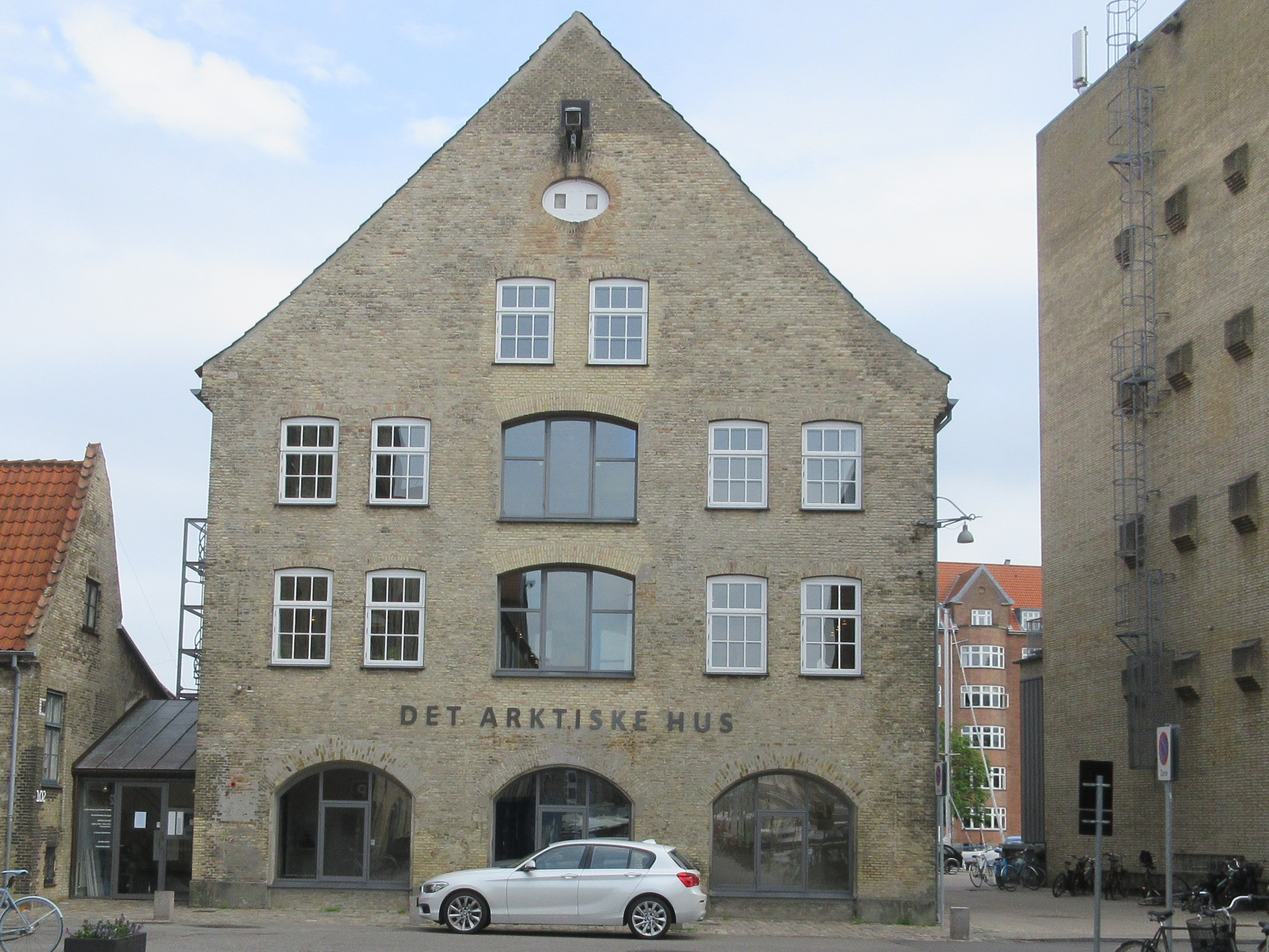
Det Arktiske Hus (2019)

Das Arktisk Institut („Arktisches Institut“) ist eine wissenschaftliche Organisation für Arktisforschung in Kopenhagen.

## Geschichte
Bereits 1932 wünschte sich der dänische Polarforscher Lauge Koch ein Grönlandmuseum in Kopenhagen. 1942 erwogen Eigil Knuth und Ejnar Mikkelsen die Errichtung eines Forschungszentrums für Grönland und den Rest der Arktis. Die Pläne wurden aber während des Zweiten Weltkriegs und in den folgenden Jahren nicht konkretisiert. Erst 1952 griff Eigil Knuth die Idee erneut auf und wurde dabei von Ebbe Munck unterstützt. Gemeinsam mit mehreren Polarforschern und Beamten traf Eigil Knuth sich im Dänischen Nationalmuseum, wo er Departementschef Eske Brun mit der Gründung einer Arbeitsgruppe beauftragte. Am 4. Juni 1954 wurde schließlich das Arktisk Institut gegründet. Am 1. Oktober 1954 wurde das Institut offiziell eröffnet. Es lag anfangs in Kraemer Hus in Gentofte, wo auch Det Grønlandske Selskab untergebracht war. 1993 zog das Institut in Det Arktiske Hus um, eines der Packhäuser an Den Kongelige Grønlandske Handels Plads neben Nordatlantens Brygge in Christianshavn, in dem seither auch die Abteilung für Eskimologie der Universität Kopenhagen untergebracht ist.

## Funktion
Das Institut hat seit jeher die Aufgabe, die Arktisforschung voranzutreiben, Wissen zu verbreiten und Verbindungen zu schaffen. Es konzentriert sich vor allem auf die dänische Grönlandforschung und Expeditionsgeschichte. Das Institut fungiert vor allem als Archiv. Das Dokumentarchiv enthält vor allem alte Tagebücher, Briefe, Manuskripte etc. Das Fotoarchiv verfügt über rund 250.000 private und auf Expeditionen gemachte Fotos aus Grönland und dem Rest der Arktis, vor allem aus der ersten Hälfte des 20. Jahrhunderts. Die Fotos werden laufend digitalisiert und rund 150.000 (Stand 2021) sind über die Fotodatenbank Arktiske Billeder verfügbar. Das Kartenarchiv hat rund 5000 arktische Landkarten, die ebenfalls in der Datenbank laufend zur Verfügung gestellt werden. Dazu kommt eine kleine Objektsammlung mit Gemälden, Skulpturen und anderen Gegenständen mit Bezug zur Arktis sowie eine Sammlung von Tonaufnahmen wie Interviews, Reden oder Vorträgen. Das Arktisk Institut und die Abteilung für Eskimologie teilen sich die Polarbibliothek, die ebenfalls in Det Arktiske Hus untergebracht ist und mit 35.000 Werken zur Arktis (und Antarktis) die größte Fachbibliothek der Welt für diesen Themenbereich ist. Das Institut verfügt zudem über mehrere Onlinedatenbanken wie ein biografisches Lexikon zu Kolonialangestellten in Grönland von 1721 bis 1921, eine Sammlung von grönländischen Inuit-Mythen und eine Datenbank zu geografischen Namen in Ostgrönland in expeditionsgeschichtlichem Kontext.

## Direktoren
Folgende Personen leiteten das Institut seit 1954:
- 1954–1963: Helge Larsen
- 1963–1976: Jørgen Vilhelm Helk
- 1976–1987: Niels Otto Christensen
- 1987–1993: Carl Christian Resting-Jeppesen
- 1993–1995: Grethe Knutzen
- 1995–2000: Jens Fabricius
- 2000–2006: Leif Vanggaard
- 2006–2023: Bent Nielsen
- seit 2023: Anne Mette Randrup Jørgensen

## Aufsichtsratsvorsitzende
Das Institut hat einen Aufsichtsrat, dem seit 1954 folgende Personen vorstanden:
- 1954–1963: Ejnar Mikkelsen
- 1963–1980: Helge Larsen
- 1981–1993: Sven Thostrup
- 1993–1999: Carl Christian Resting-Jeppesen
- 1999–2004: Isi Foighel
- 2005–2012: Peter Augustinus
- 2012–2014: Leo Bjørnskov
- 2014–2021: Nils Bernstein
- seit 2021: Minik Rosing